# Jean-Baptiste Boivin
Jean-Baptiste Boivin, né le 9 mars 1898 à Hénanbihen une commune française dans le diocèse de Saint-Brieuc et mort le 24 avril 1970 à Créhen. Il est un missionnaire catholique français (des missions africaines de Lyon) qui fut vicaire apostolique de Côte d'Ivoire et premier archevêque d'Abidjan.

## Biographie
Il naît dans une famille de huit enfants dont le père meurt en 1911. il fait ses études primaires à l'école des frères d'Hénanbihen, puis ses études secondaires à Dinan avant d'entrer au grand séminaire de Saint-Brieuc. Il participe aux combats de la première guerre mondiale de 1914-1918, recevant la croix de guerre, puis retourne au séminaire. Jean Baptiste Boivin est ordonné prêtre diocésain le 22 décembre 1923. Aussitôt après il est nommé surveillant, puis enseignant de la classe de septième du collège des Cordeliers de Dinan. Il demande à entrer à la Société des missions africaines en août 1926. Il intègre le séminaire à Offemont, une commune française du département du territoire Belfort en France et prononce son serment en 1928. Sa situation familiale (mère malade et une sœur infirme) l'empêche de partir pour l'Afrique selon son désir. il est alors nommé comme enseignant à Saint-Priest.
Il part finalement pour la Côte d'Ivoire en 1933 au poste de Bouaké où il est directeur d'école. En 1936, il est curé de la paroisse de Bingerville et directeur du séminaire, puis choisi comme conseiller par le vicaire apostolique Person qui meurt le 8 juillet 1938.
Alors que le P. Boivin est en congé en France, le pape Pie XII le nomme le 15 mars 1939 à l'initiative de la Société des missions africaines, vicaire apostolique de la Côte d'Ivoire (alors en Afrique-Occidentale française) et évêque titulaire (in partibus) d'Onuphis (de). Il est consacré à la cathédrale de Saint-Brieuc le 30 mai suivant par François Serrand, évêque de Saint-Brieuc. Il arrive à Abidjan le 29 août 1939. Sa tâche première est d'affermir le séminaire pour former un clergé autochtone. Le vicariat apostolique change de nom en 1940 pour devenir vicariat apostolique d'Abidjan. Il consacre évêque Alphonse Kirmann, premier vicaire apostolique de Sassandra, aujourd'hui diocèse de Daloa.
Le vicariat apostolique d'Abidjan est érigé en archidiocèse, le 14 septembre 1955, et il en devient donc le premier archevêque. Il démissionne le 10 juin 1959 pour laisser la place à une hiérarchie autochtone, en la personne de Bernard Yago (qui sera élevé plus tard au cardinalat). Le pape Jean XXIII le nomme évêque titulaire de Viminacium (de). Après vingt-cinq ans de service en Côte d'Ivoire, il se retire dans la maison de retraite des Missions africaines à Saint-Briac. En août 1967, de plus en plus malade, il est transféré dans une maison de retraite de Créhen dans les Côtes-d'Armor où il meurt en 1970. Il est inhumé au cimetière d'Hénanbihen, son village natal.

## Hommages
- Il est nommé chevalier de Légion d'honneur au titre de la France d'outre-mer, en 1952[réf. souhaitée].
- Croix de guerre 1914-1918
- Croix du combattant
- Médaille interalliée
- Médaille commémorative de la grande guerre
- Officier de l'Ordre national de Côte d'Ivoire